# Bălcăuții-de-Jos
Bălcăuții-de-Jos (sau Bășcăuții de Jos) a fost o localitate de pe teritoriul actual al Republicii Moldova, raionul Briceni, sovietul sătesc (comuna) Holohorii de Sus. A fost scoasă de la evidență ca inexistentă la 1 iulie 1965.